# 小倉町 (宇治市)
小倉町（おぐらちょう）は、京都府宇治市の地名。

## 地理
宇治市西部に位置する。宇治・槙島町・伊勢田町・羽拍子町・南陵町、久世郡久御山町市田と隣接する。

### 河川
- 井川

### 小字
- 老ノ木（おいのき）
- 奥畑（おくばた）
- 神楽田（かぐらでん）
- 春日森（かすがもり）
- 久保（くぼ）
- 新田島（しんでじま）

- 寺内（てらうち）
- 天王（てんのう）
- 中畑（なかはた）
- 西浦（にしうら）
- 西山（にしやま）
- 西畑（にしばたけ）

- 蓮池（はすいけ）
- 東山（ひがしやま）
- 堀池（ほりいけ）
- 南浦（みなみうら）
- 南堀池（みなみほりいけ）
- 山際（やまぎわ）

## 歴史
かつては周辺地域とまたがって巨椋池（おぐらいけ）が存在していた。小倉村は他の2村とともに独占的な漁業権を有していたが、1941年に完成した干拓事業によって池は広大な農地に姿を変えた。

### 沿革
- 1889年（明治22年）4月1日 - 町村制施行により小倉村・伊勢田村・安田村が合併し久世郡小倉村が成立。小倉村は小倉村大字小倉となる。
- 1951年（昭和26年）3月1日 - 小倉村が久世郡宇治町・槇島村・大久保村および宇治郡東宇治町と合併し宇治市が成立。小倉村大字小倉は宇治市小倉町となった。

## 世帯数と人口
世帯数と人口は以下の通りである。
| 年月日                    | 世帯数    | 人口    | 人口     | 人口     |
| 年月日                    | 世帯数    | 男      | 女       | 合計     |
| ------------------------- | --------- | ------- | -------- | -------- |
| 2015年（平成27年）10月1日 | 8,437世帯 | 9,355人 | 10,315人 | 19,670人 |
| 2019年（令和元年）9月1日  | 9,396世帯 |         |          | 19,502人 |
| 2020年（令和2年）1月1日   |           |         |          |          |
| 2021年（令和3年）1月1日   | 9,475世帯 | 9,207人 | 9,731人  | 19,052人 |
| 2022年（令和4年）1月1日   | 9,493世帯 | 9,315人 | 9,967人  | 19,282人 |

### 人口の変遷
国勢調査による人口の推移。
| 1995年（平成7年）  | 22,886人 | [ 7 ]  |  |
| 2000年（平成12年） | 22,086人 | [ 8 ]  |  |
| 2005年（平成17年） | 21,330人 | [ 9 ]  |  |
| 2010年（平成22年） | 20,496人 | [ 10 ] |  |
| 2015年（平成27年） | 19,670人 | [ 11 ] |  |
| 2020年（令和2年）  | 18,715人 | [ 12 ] |  |

### 世帯数の変遷
国勢調査による世帯数の推移。
| 1995年（平成7年）  | 7,982世帯 | [ 7 ]  |  |
| 2000年（平成12年） | 8,309世帯 | [ 8 ]  |  |
| 2005年（平成17年） | 8,451世帯 | [ 9 ]  |  |
| 2010年（平成22年） | 8,599世帯 | [ 10 ] |  |
| 2015年（平成27年） | 8,437世帯 | [ 11 ] |  |
| 2020年（令和2年）  | 8,731世帯 | [ 13 ] |  |

## 施設

### 警察

#### 交番
- 宇治警察署 小倉交番

### 医療
医療施設は特筆性高いもののみ記載する。
- 医療法人徳洲会　宇治徳洲会病院（2015年槇島町へ移転）→スーパーマツモト小倉店
- 医療法人仁心会 宇治川病院

### 郵便局
- 宇治西小倉郵便局
- 宇治堀池郵便局
- 小倉郵便局

### 公共施設[14]
- 西小倉地域福祉センター
  - 宇治市立西宇治図書館
- 西小倉コミュニティセンター
  - 行政サービスコーナー
- 西宇治公園 - 体育館、多目的コート、広場など。[15]

### 博物館
- ニンテンドーミュージアム

## 経済

### 第一次産業

#### 茶業
- 宇治茶
  - 株式会社山政小山園
  - 丸利吉田銘茶園 駅前店
  - 株式会社丸利吉田銘茶園
  - 春日園
  - 丸久小山園 本社工場
  - 共栄製茶株式会社 宇治森半店

### 第三次産業

#### 主な商業施設
- レインボー小倉（2021年閉店）

##### スーパーマーケット
- オーレまるやま 小倉店（旧・丸山百貨店）（2018年10月3日閉店）
- 近商ストア 小倉店（2018年8月26日閉店）
- 佐竹食品 小倉店（2010年閉店[要出典]）
- サンディ 小倉店
- 西友 宇治店（2000年閉店）→近商ストア小倉店
- ツジトミ 小倉店（2009年閉店）→ローソン宇治小倉店
- フレスコ 小倉店
- フレスコ 宇治店
- 平和堂 小倉店（旧・小倉駅前デパート）（2011年12月31日閉店）
- スーパーマツモト 宇治小倉店

##### コンビニエンスストア
- セブンイレブン
  - 宇治小倉天王店
  - 近鉄小倉駅西店
- ファミリーマート
  - 小倉駅東店（200?年閉店）
  - 小倉駅西店（200?年閉店）
- デイリーヤマザキ
  - 宇治小倉店（閉店）→ローソンストア100
- ローソン
  - 宇治小倉店
  - 宇治小倉駅前店（2020年2月15日閉店）
  - 宇治小倉堀池店
- ローソンストア100
  - 近鉄小倉駅前店
- am/pm
  - 近鉄小倉駅前店（2008年3月13日閉店）

#### 金融機関

##### 銀行
京都銀行
- 小倉支店

##### 協同組織金融機関
京都信用金庫
- 西宇治支店

京都中央信用金庫
- 小倉支店（2015年12月移転）
- 西小倉支店

## 教育
宇治茶の産地であることから、公立の小中学校ではそれにちなんだ地域教育が実施されている。その一環として、校内の蛇口からお茶が出る「茶飲み場」が設けられており、食育に活用されている。
地内に中学校、大学は存在しない。

### 専修学校
- 京都福祉専門学校

### 高等学校

#### 府立

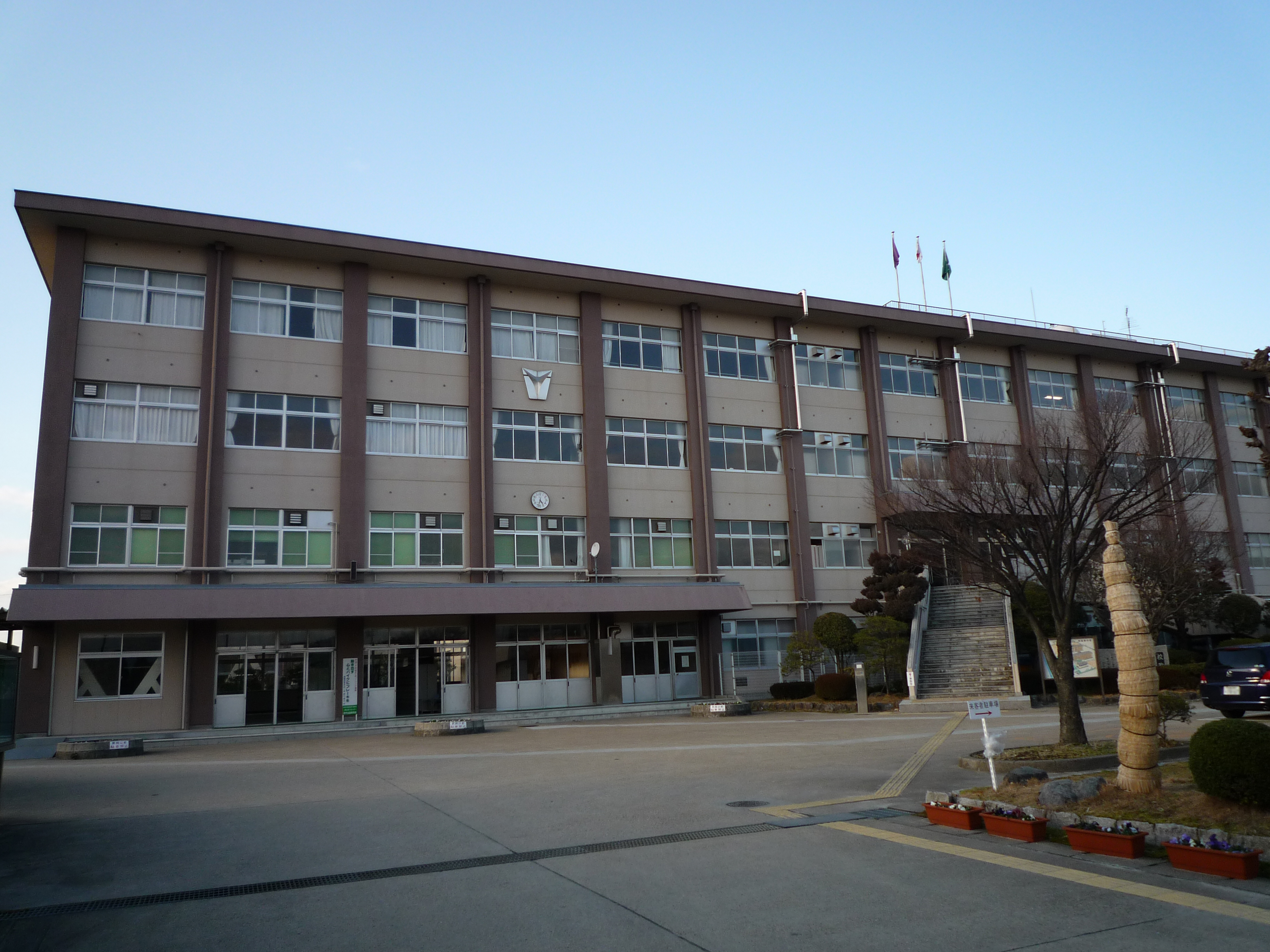
京都府立城南菱創高等学校（西宇治高校時代に撮影）

- 京都府立城南菱創高等学校 （旧・京都府立西宇治高等学校）

### 小学校

#### 市立
- 宇治市立小倉小学校
- 宇治市立北小倉小学校
- 宇治市立南小倉小学校

### 幼稚園
- 宇治幼稚園
- 小倉幼稚園
- 堀池幼稚園

### 保育園
- 小倉双葉園保育所
- こひつじこども園
- 南浦幼保連携型認定こども園（旧・南浦保育園）

## 交通

### 鉄道
- 西日本旅客鉄道（JR西日本）奈良線 JR小倉駅（旧・奈良鉄道→日本国有鉄道） - 普通、区間快速、快速が停車する。
- 近畿日本鉄道（近鉄）京都線 小倉駅（旧・奈良電気鉄道 小倉駅→奈良電気鉄道 奈良電小倉駅） - 普通、準急が停車し、京都市営地下鉄（京都市交通局）が相互運転をしている。

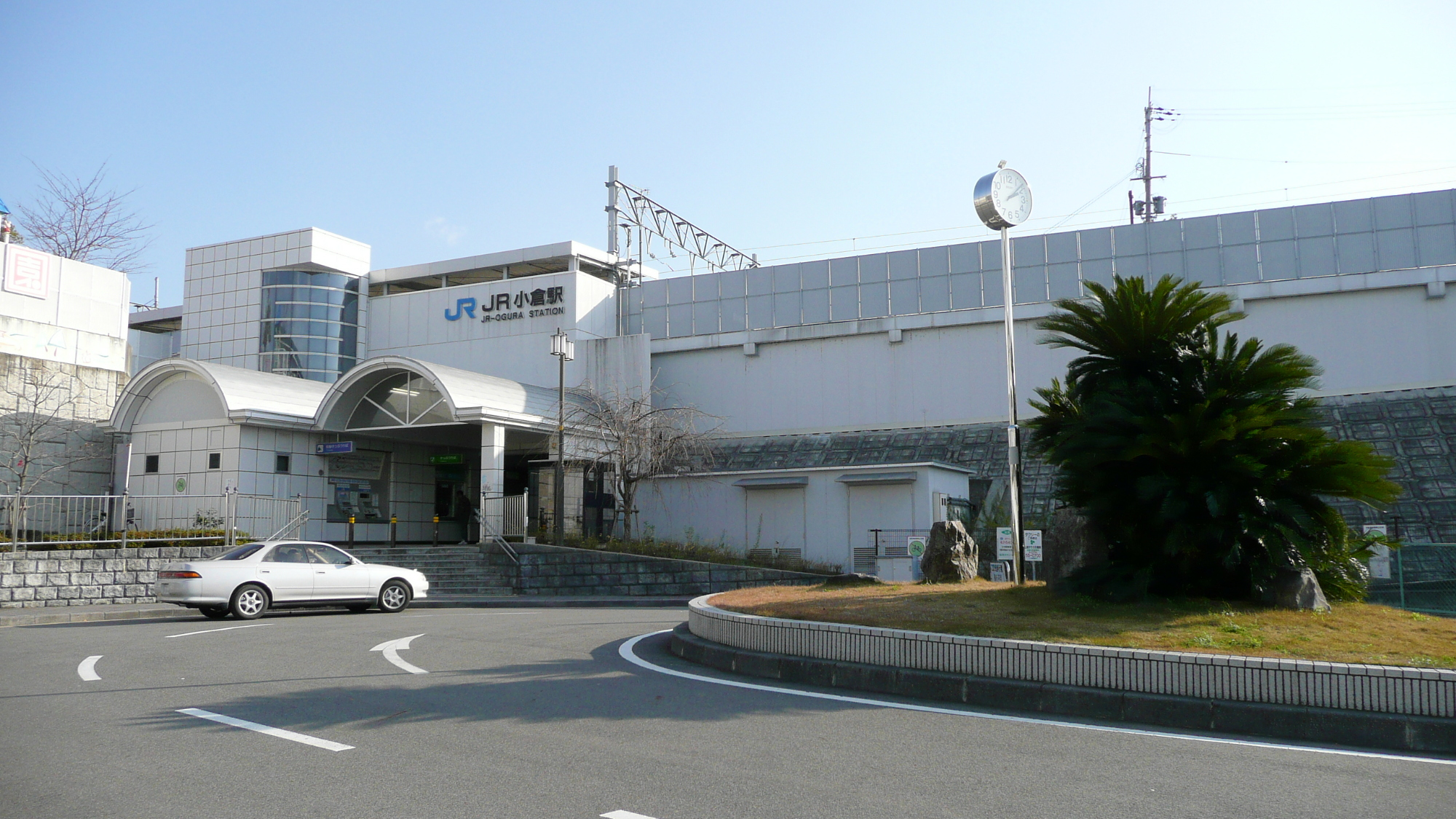
JR小倉駅
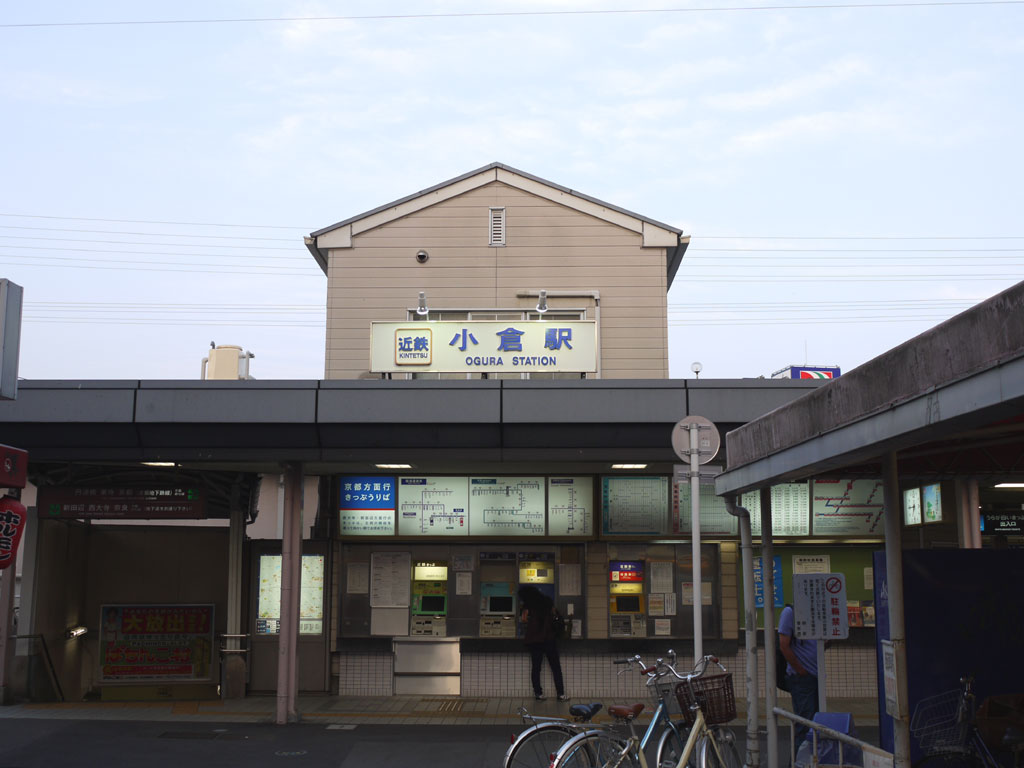
近鉄小倉駅

### バス

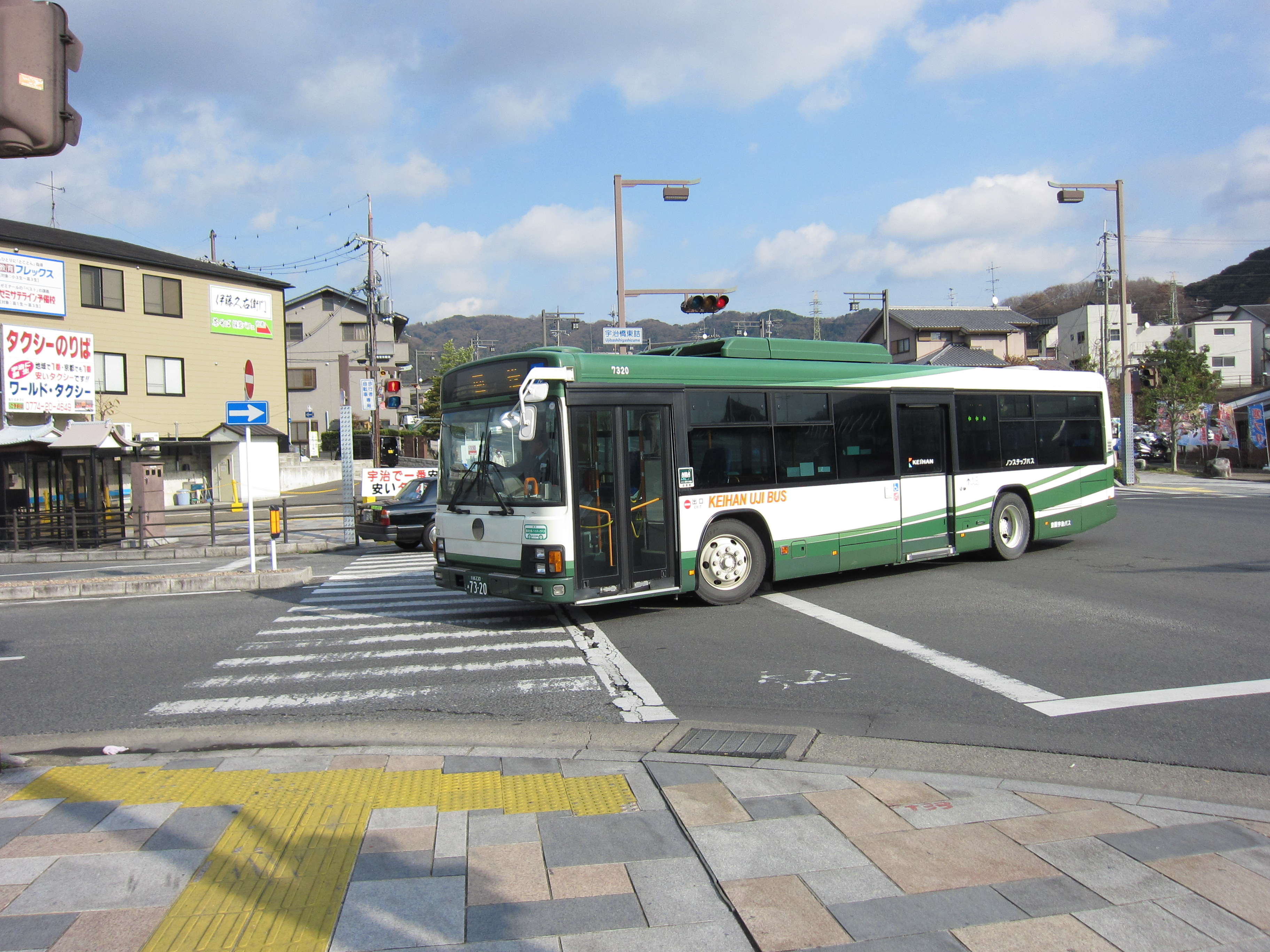
京都京阪バス

#### 路線バス
- 京都京阪バス （旧・京阪宇治交サービス→京阪宇治バス）
  - 小倉住宅停留所（廃止）
  - 小倉駅前停留所（廃止）
  - 堀池停留所（廃止）
  - 小倉停留所
  - 近鉄小倉停留所
  - ニンテンドーミュージアム停留所

#### 送迎バス
- 宇治徳洲会病院無料送迎バス
- 京都岡本記念病院無料送迎バス

### タクシー
- 加茂タクシー（2020年5月30日閉鎖）
- ワールドタクシー

### 道路

#### 主要地方道
- 京都府道15号宇治淀線
- 京都府道69号城陽宇治線（旧・国道24号線）
- 京都府道81号八幡宇治線

#### 一般府道
- 京都府道249号宇治小倉停車場線

## 観光

### 名所・旧跡

#### 主な寺院
- 観音寺
- 地蔵院

#### 主な神社
- 巨椋神社
- 白龍大明神

## 出身関連著名人

### 出身著名人

#### 芸能
- 羽野晶紀（タレント、女優）

#### スポーツ選手
- 平野佳寿（プロ野球選手、アリゾナ・ダイヤモンドバックス）

### 西宇治高校出身（宇治市小倉町出身では無い）

#### 芸能
- 桜のどか（アリス十番（仮面女子）メンバー。）
- 横山由依（AKB48チームA(元秋元チームK)のメンバー。在学中に統合）

#### スポーツ選手
- 大槻優平（サッカー選手）

## その他

### 日本郵便
- 郵便番号 : 611-0042[3]（集配局：宇治郵便局[16]）。